# Роберт Щилмарк
Роберт Александрович Щилмарк (на руски: Роберт Александрович Штильмарк) е руски писател, който е най-известен със своя приключенски роман „Наследникът от Калкута“, написан по време на заточението му в комунистически концлагер за строителство на задполярната железопътна линия Салехард – Игарка – Норилск.

## Биография
Роберт Щилмарк е роден на 3 април 1909 г. в Москва, в семейство с шведско-немски корени. Баща му – Александър Щилмарк е инженер-химик, участник в Първата световна война като офицер-артилерист. Арестуван е през 1938 г. и вероятно тогава загива (по официални данни – 1948 г.). Реабилитиран е посмъртно през 1955 г. Дворянският произход на фамилията предопределя завинаги тежкия жизнен път на семейството на писателя.
През 1929 г. Роберт Щилмарк завършва висше образование и започва работа като референт и завеждащ отдела за скандинавските страни и редактор на отдела по печат във Всесъюзното дружество за културни връзки с чужбина. Младият Щилмарк има добра памет и дълбоко въображение на учен и писател. Пише стихове, рисува, свири на пиано. Владее отлично немски, датски, норвежки, шведски и холандски. Впоследствие става журналист в „Известия“ и ТАСС, работи като редактор в списанията „Чужда литература“ и „Млада гвардия“. В литературата дебютира в края на 20-те години на ХХ век, издавайки стихосбирката „Кинжал“, а през 1932 г. публикува сборник с очерци „Пресъхването на морето“.
От 1937 г. е научен сътрудник и преподавател в катедрата по чужди езици на Военната академия – Москва. През 1941 г. заминава като доброволец на фронта и воюва на Ленинградския фронт като помощник командир на разузнавателна рота. Ранен е тежко и през 1942 г. е изпратен в Ташкент, където става преподавател по топография в Ташкентското пехотно училище. Работата му е оценена и след като през 1943 г. завършва Военно-топографското училище в Ленинград, започва работа в Генералния щаб като преподавател по военна топография.
Военната му кариера приключва неочаквано. На 5 април 1945 г. е арестуван и за „клеветнически изказвания за съветската действителност“ е осъден на 10 години лишаване от свобода. След пет години прекарани в съветските затвори, Щилмарк е изпратен в Сибир. Първоначално в Игарка, а впоследствие на строеж № 503 „Мъртвия път“, където участва в строителството на задполярната железопътна линия Салехард – Игарка – Норилск. Вечер в бараките, след връщане от работа, желаейки да развлече другарите си по съдба, Роберт Щилмарк им разказва приключенията на героите на Александър Дюма, Джеймс Фенимор Купър, Уолтър Скот, Робърт Луис Стивънсън, Джек Лондон и др. Накрая когато разказите се изчерпват, той започва да съчинява собствени истории. Там в лагера, през 1950 – 1951 г. написва приключенския роман „Наследникът от Калкута“. Действието се развива в края на XVIII век в Англия, Индийския океан, Северна Америка и Африка. Идея за написването на романа дава един от бригадирите на криминалните затворници – Василий Павлович Василевски. Бригадирът, също затворник, и Щилмарк сключват споразумение, съгласно което писателят е освободен от тежка работа. За сметка на това той се задължава да напише роман и да впише като съавтор Василевски, ако книгата бъде някога публикувана. Василевски се надявал, че ако книгата се хареса на Сталин, който обичал да чете исторически романи, то присъдата му ще бъде намалена. След като романът е написан, той е предаден от Василевски на началството и тръгва по инстанциите. Отношенията между двамата се влошават и Василевски започва да заплашва Щилмарк с убийство.
През 1953 г. след смъртта на Й. В. Сталин, строеж №503 е закрит и Роберт Щилмарк е преместен първо в Енисейск, а след това в Маклаково и Ново Маклаково. През 1955 г. Щилмарк е реабилитиран напълно и заедно със семейството си се завръща в Москва. Василевски все още е в лагера. Той изпраща писма на Щилмарк с искане да издири романа, който двамата са написали, в архивите на Лубянка, и да опита да го публикува. Но го предупреждава, че ако името му липсва като съавтор на романа, ще изпрати в Москва убиец – специалист по мокри поръчки. Щилмарк издирва романа и го занася в детското издателство „Детгиз“.
Книгата е публикувана от „Детгиз“ през 1958 г. На обложката и има две имена: Р.А. Щилмарк и В.П. Василевски. Романът има огромен успех и от издателството предлагат да го преиздадат в по-голям тираж. Една четвърт от хонорара за първото издание Щилмарк превежда на бившия бригадир. Парите се сторили обаче малко на „съавтора“ и той продължава да заплашва писателя. Цялото това изнудване омръзва на Щилмарк и той се обръща за помощ към издателството. „Детгиз“ предявява в съда иск, за да защити правата на истинския автор. През 1959 г. Московският градски съд разглежда делото за авторството на романа. Експертите потвърждават, че оригиналният ръкопис е създаден с почерка на Щилмарк. Бившите лагерници също дават показания в полза на авторството на Щилмарк.
През 1959 г. излиза второто издание на романа – вече само под името на Роберт Щилмарк. В чужбина „Наследникът от Калкута“ се преиздава многократно в България (първото издание на романа на български език от 1960 г., превод от първото руско издание, също посочва като автори Р.Щилмарк и В.Василевски), Полша, Чехословакия и Китай.
След освобождаването си Роберт Щилмарк продължава да пише, става член на Съюза на писателите на СССР (1965 г.), пътешества из страната и изучава руската църковната история и архитектура. През 1962 г. излиза „Повест за руския странник“, в която се разказва за приключенията на нижгородски търговец от края на XVIII век. През 1967 г. публикува книга за руската архитектура „Руски образи“. По късно изпод перото му излизат и повестта „Пътникът от последния рейс“ (1974 г.), за събитията по горното течение на Волга през годините на гражданската война, „Звънката камбана на Русия“ (1976 г.), посветена на Александър Херцен и „Москва-река“ (1983 г.) – на А.Н. Островски. Последното и най-значимо за автора произведение – автобиографичният роман-хроника „Горсть света“, за преживяното в сталинските лагери, остава недовършено и непубликувано приживе.
Роберт Щилмарк умира на 30 септември 1985 г.